# دورا ألونسو
دورا ألونسو هي صحفية وكاتِبة وشاعرة كوبية، ولدت في 1910 في ماتانزاس في كوبا، وتوفيت في 2001 في هافانا في كوبا.